# Ludwik Filip II Orleański
Ludwik Filip Józef Orleański (fr. Louis Philippe Joseph d'Orléans, ur. 13 kwietnia 1747 w Saint-Cloud, zm. 6 listopada 1793, ścięty na gilotynie w Paryżu) – książę Orleanu, książę królewskiej krwi, polityk z czasów rewolucji francuskiej, wolnomularz, ojciec króla Ludwika Filipa I. Po obaleniu monarchii zrezygnował z tytułów i przyjął nazwisko Égalité (Równość).

## Wczesne lata życia
Był synem Ludwika Filipa zwanego Grubym i księżniczki Ludwiki Henrietty, córki Ludwika Armanda II, księcia de Conti. Od urodzenia nosił tytuł księcia de Montpensier. Gdy w 1752 zmarł jego dziadek Ludwik, ojciec Filipa dostąpił godności czwartego księcia Orleanu, a Filip otrzymał w wieku lat pięciu tytuł księcia de Chartres dziedziczony w primogeniturze Burbonów linii orleańskiej.

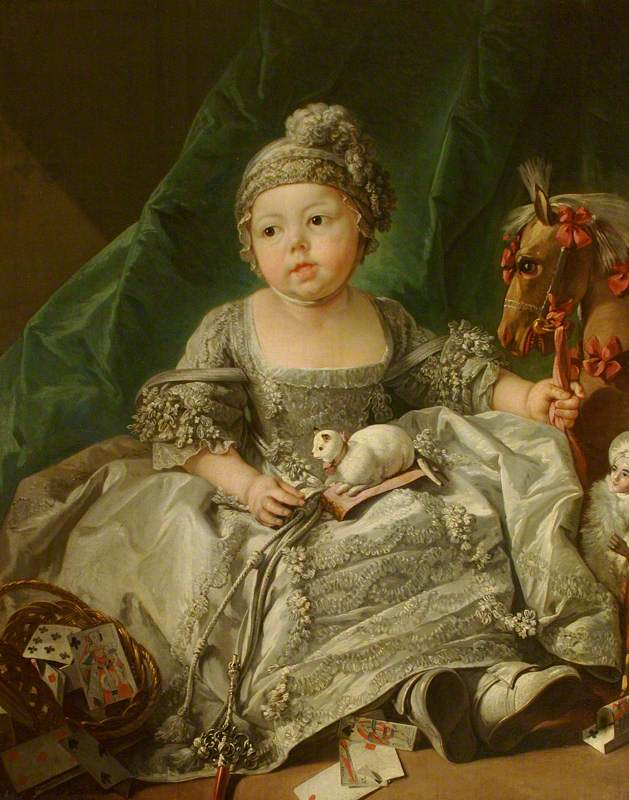
Ludwik Filip Józef jako dziecko

6 czerwca 1769 w Wersalu ożenił się z najbogatszą spadkobierczynią Francji, Ludwiką Marią (1753–1821), córką Ludwika, księcia Penthièvre, i Marii Teresy Felicyty d’Este, córki Franciszka III, księcia Modeny. Małżeństwo to uniezależniło go od łaski dworu w Wersalu i umożliwiło pełne wszelkich ekscesów życie, w którym naśladował pradziadka, regenta Filipa Orleańskiego. Z Ludwiką Marią miał pięcioro dzieci, byli to:
- Ludwik Filip I (1773–1850), książę de Chartres, po śmierci ojca książę Orleanu, król Francuzów w latach 1830–1848
- Antoni Filip (1775–1807), książę de Montpensier, zmarł na wygnaniu,
- Ludwika Maria Adelajda Eugenia (1777–1847), panna de Chartres, żona Ludwika, barona de Athelin
- córka (1777–1782), panna d'Orléans, siostra-bliźniaczka poprzedniej córki
- Ludwik Karol Alfons Leodégard (1779–1808), hrabia Beaujolais, zmarł na wygnaniu

Jako książę Chartres sprzeciwiał się w 1771 – bez powodzenia – planom kanclerza René de Maupeou, który siłą złamał opozycyjne parlamenty i ograniczył ich władzę. Ludwik Filip został za swój sprzeciw wygnany z dworu i osiadł w swoich posiadłościach w Villers-Cotterêts. Po śmierci Ludwika XV w 1774 i wstąpieniu na tron Ludwika XVI książę Chartres nie powrócił na dwór. Dworzanie patrzyli nań z podejrzliwością, a sam książę nie cieszył się sympatią nowej królowej Marii Antoniny, która uważała Orleana za zdrajcę, hipokrytę i samoluba. Niechęć królowej do Ludwika Filipa była odwzajemniona.
W 1778 walczył w eskadrze hrabiego d'Orvilliersa i brał udział w bitwie pod Ushant 27 lipca 1778. Niedługo później został odwołany z marynarki, po części z powodu własnej niekompetencji, po części w wyniku intryg Marii Antoniny. Jako rekompensatę otrzymał tytuł pułkownika-generała huzarów.

## Książę Orleanu
W roku 1785 Égalité został księciem Orleanu. Był zaprzyjaźniony z podobnym do siebie z charakteru i stylu życia księciem Walii Jerzym, odbywał częste podróże do Anglii i nabrał tam upodobań do idei liberalizmu. Był także arbitrem mody i inicjatorem „anglomanii” w wyższych sferach francuskich. Jako pierwszy spośród arystokratów otworzył ogrody swej paryskiej rezydencji Palais-Royal dla mieszkańców miasta. Dawał też hojne datki podczas klęski głodu, co zyskało mu sympatię paryżan.
Jego otwarte popieranie idei liberalnych budziło niepokój w kręgach dworskich. Sama para królewska uważała, że Ludwik Filip dąży do uzurpacji tronu. W listopadzie 1787 jego liberalne poglądy stały się przyczyną kolejnego konfliktu z królem i jego otoczeniem, w efekcie czego książę orleański ponownie znalazł się na wygnaniu w Villers-Cotterêts.

## Rewolucja francuska

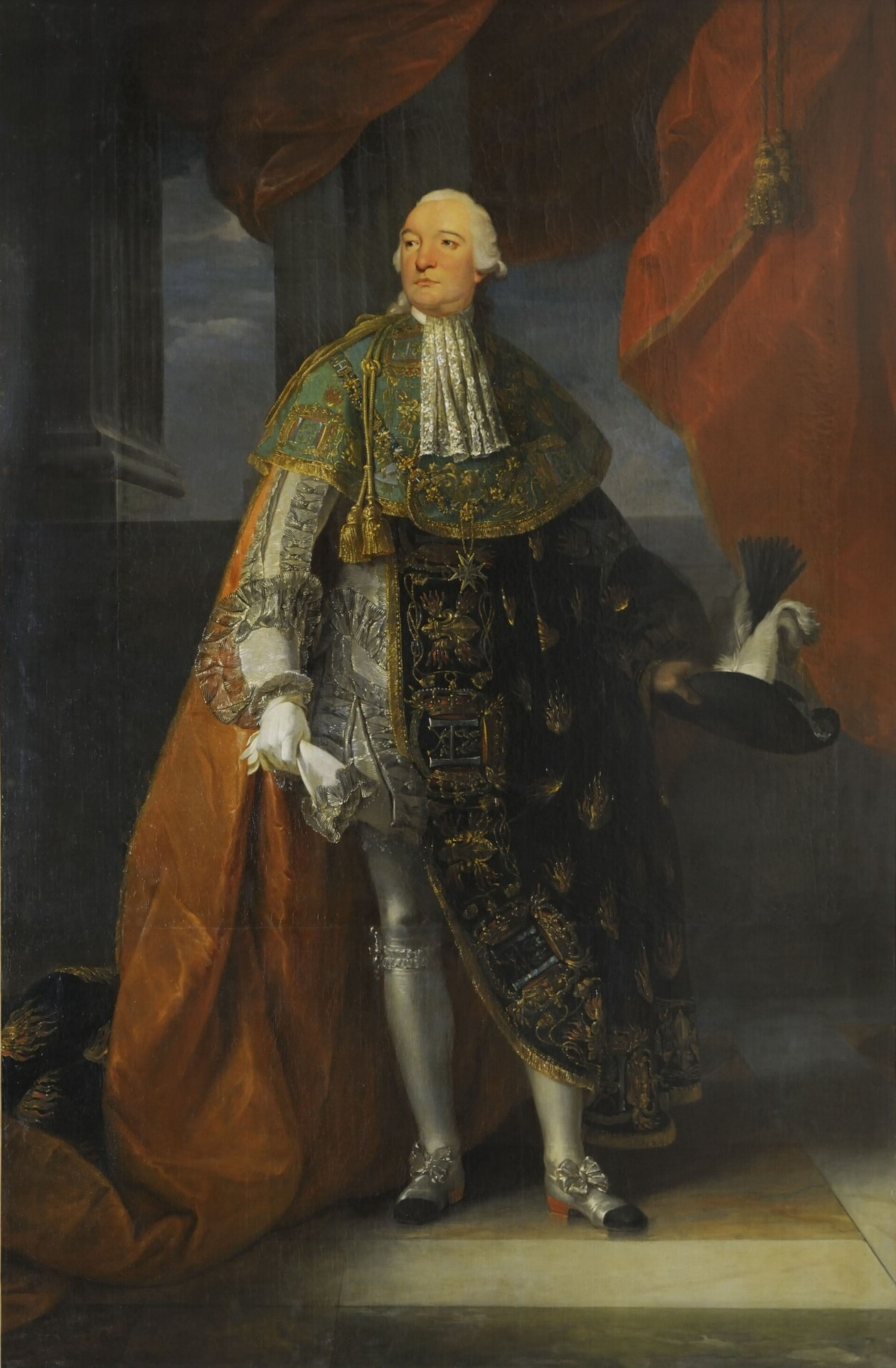
Ludwik Filip II, książę orleański

Przy wyborach do Stanów Generalnych w 1789 otrzymał aż trzy mandaty: od szlachty paryskiej i z okręgów wyborczych Villers-Cotterêts i Crépy-en-Valois. Początkowo reprezentant w izbie szlacheckiej, opuścił ją w czerwcu 1789 wraz z 47 deputowanymi stanu szlacheckiego i wstąpił do izby Trzeciego Stanu. Wzbudził tym niechęć Ludwika XVI i królowej: para królewska uważała, że rewolucja jest finansowana „złotem orleańskim” i że Filip dąży do uzurpacji tronu. Niechęć pary królewskiej pogłębiało poparcie, jakim Ludwik Filip cieszył się w Paryżu. W jednym z pierwszych rewolucyjnych pochodów, 12 lipca 1789, tłum niósł popiersie księcia Orleanu.
W międzyczasie zaczęły się niesnaski w obozie liberalnym: markiz Marie Joseph de La Fayette, pragnąc być uznany za głównego przywódcę reformistów i zazdrosny o pozycję Filipa, przekonał króla, by wysłał Orleańczyka z misją dyplomatyczną do Anglii, gdzie Filip przebywał prawie cały rok, do lipca 1790. Po nieudanej ucieczce Ludwika XVI z rodziną do Varennes w czerwcu 1791 Filip nie podjął żadnej próby, by zostać królem czy regentem Francji, co wydaje się przemawiać za tym, że nie miał takich ambicji lub że mimo wszystko książę burboński nie chciał takiego niehonorowego rozwiązania. Latem 1792 był przez krótki czas w Armii Północnej razem ze swoimi dwoma synami – księciem Chartres i księciem Montpensier. Powrócił do Paryża tuż przed rewolucyjnym przewrotem 10 sierpnia.
Po wprowadzeniu republiki zrzekł się wszelkich tytułów. Wyparł się bycia synem Ludwika Filipa Grubego (do którego był bardzo podobny), twierdząc, że matka spłodziła go z koniuszym z Saint-Cloud, a więc jest „synem ludu” i przybrał potwierdzone przez magistrat paryski miano obywatela Philippa Égalité. Pomagał jednak ukrywającym się rojalistom, uratował m.in. życie Louisa René Quentina de Richebourg de Champcenetz, gubernatora Tuileriów, swojego osobistego wroga.
Jako „syn ludu” został wybrany do konwentu z listy paryskiej. Podczas procesu Ludwika XVI oddał, po pełnej oskarżeń mowie, swój głos za skazaniem króla na śmierć, pragnąc zapewne uratować i siebie, i syna, księcia Chartres. Niewiele to pomogło, gdyż Chartres uciekł w marcu 1793 wraz z przyjacielem, generałem Dumouriezem, do Anglii, po czym rząd rewolucyjny nakazał aresztować wszystkich Burbonów pozostających we Francji. Nastąpiło to 5 kwietnia 1793.

## Proces i egzekucja
Filip Égalité stanął przed sądem 6 listopada 1793. Do sędziów powiedział: Ponieważ mój los jest przesądzony, proszę, żeby nie kazano mi długo czekać i natychmiast poprowadzono mnie na śmierć. Wyrok ogłoszono bez zwłoki. Filipa odprowadzono do celi jedynie na czas pobytu księdza. Podobno Filip miał powiedzieć spowiednikowi: Jestem winien śmierci niewinnego człowieka. Teraz sam umrę, ale on miał zbyt dobre serce, żeby mi nie wybaczyć. Bóg połączy nas obydwu ze świętym Ludwikiem. Trybunał skonfiskował cały książęcy majątek. Gdy Filip chciał spożyć ostatni posiłek, więzienny kucharz odmówił. Filip wsiadł na wóz wiozący go na miejsce egzekucji przy wrogich okrzykach tłumu. Skomentował to ze wzruszeniem ramion: A kiedyś mnie oklaskiwali.
Kiedy już znalazł się na szafocie, pomocnicy kata chcieli zdjąć mu buty, aby łatwiej było przywiązać go do deski. Filip powiedział im: Dajcie spokój. Wygodniej wam będzie je zzuć po mojej śmierci. Po czym dodał: Wysłuchajcie prośby umierającego: załatwcie mnie szybko!.

## Kontakty z masonerią
W wieku lat 23 Filip wstąpił do masonerii i otrzymał swój pierwszy stopień od wielkiego mistrza, Ludwika Burbona, hrabiego de Clermont. 21 czerwca 1771, po śmierci Clermonta, został wybrany V. wielkim mistrzem Wielkiej Loży Francuskiej, następnie parę miesięcy później objął funkcję suwerennego wielkiego mistrza wszystkich lóż rytu szkockiego zorganizowanych w Grand Globe de France. Wybrano go także 22 października 1773 członkiem kapituły i I. Wielkim Mistrzem nadrzędnej Wielkiej Loży francuskiej Grand Orient de France. Pod jego kierownictwem powstał tzw. ryt francuski, który w roku 1787 uprościł system stopni wolnomularskich, wprowadzając ich tylko siedem, z których najwyższy nosił miano Kawaler Różanego Krzyża (fr. Chevalier de Rose-Croix). Co roku Filip odbywał wraz z żoną inspekcje różnych lóż na prowincji w czasie swych podróży po Francji. 24 lutego 1793 wycofał się ze wszelkich funkcji w wolnomularstwie, motywując to w liście do „Journal de Paris” słowami: według mojej opinii w republice, szczególnie w czasie jej powstawania, nie powinno być tajemnic i tajnych organizacji. Nie będę już się mieszał w sprawy Wielkiego Wschodu ani w to, co jest omawiane na zebraniach wolnomularzy. Wielki Wschód przyjął jego rezygnację jako wielkiego mistrza i odebrał mu członkostwo w masonerii, tak że ta potężna organizacja, wkrótce zresztą rozbita przez władze rewolucyjne, nie stanęła w jego obronie w czasie terroru Robespierre’a.